# ادوین شرین
ادوین شرین (به انگلیسی: Edwin Sherin) (زاده ۱۵ ژانویهٔ ۱۹۳۰-درگذشته ۴ مهٔ ۲۰۱۷) کارگردان آمریکایی بود.
او در ۴ می ۲۰۱۷ درگذشت.